# Wolfgang Sand
Wolfgang Sand (* 6. September 1937; † 3. Dezember 2001) war ein Brigadegeneral des Heeres der Bundeswehr und zuletzt von 1992 bis 1997 Unterabteilungsleiter im Bundesnachrichtendienst.

## Leben
Sand gehörte der Truppengattung der Panzerjägertruppe an. Von 1968 bis 1970 absolvierte er den 11. Generalstabslehrgang Heer an der Führungsakademie der Bundeswehr in Hamburg, wo er zum Offizier im Generalstabsdienst ausgebildet wurde. Von Juli 1975 bis Juli 1977 war er Bataillonskommandeur des Gebirgspanzeraufklärungsbataillons 8 in Freyung. Von Oktober 1984 bis März 1988 war er als Oberst der Verbindungsoffizier beim Bundespräsidenten.
Von April 1988 bis März 1992 war Sand Brigadekommandeur der Panzergrenadierbrigade 10 in der Ostmark-Kaserne in Weiden in der Oberpfalz. In seiner letzten Verwendung war er ab 1992 im Bundesnachrichtendienst Leiter der Unterabteilung 33 (Militärische Auswertung) in Pullach im Isartal an als Nachfolger von Jochen Mehner. Mit Ablauf des September 1997 wurde er in den Ruhestand versetzt.